# Ärftlig tryckkänslig neuropati
Ärftlig tryckkänslig neuropati Hereditary neuropathy with liability to pressure palsy (HNPP) är en perifer neuropati, ett tillstånd som påverkar nerverna. Tryck på nerverna kan orsaka stickande känslor, domningar, smärta, svaghet, muskelförtvining och till och med förlamning av det drabbade området. Hos normala personer försvinner dessa symptom snabbt, men hos personer med HNPP kan även en kort tids tryck framkalla symtomen. Förlamningssymtom associerade till HNPP kan variera från minuter eller dagar till veckor eller till och med månader.
HNPP orsakas av en mutation i genen PMP22, som kodar för perifer myelinprotein 22. Denna protein har en roll i underhållet av myelinskidan som isolerar nerverna, vilket leder till otillräcklig ledningsförmåga i nervsystemet. HNPP tillhör gruppen ärftliga motoriska och sensoriska neuropatier (HMSN) och är kopplad till Charcot–Marie–Tooth-sjukdom (CMT).

## Tecken och symtom
Symtom och symtomdebut varierar; vissa individer diagnostiseras i barndomen, andra i vuxen ålder, några rapporterar mindre problem medan andra upplever svår obehag och funktionsnedsättning. I många fall är symtomen tillräckligt milda för att gå obemärkt förbi. Tiden mellan episoder varierar mellan individer. HNPP har inte visat sig påverka livslängden, även om en försämring av livskvaliteten ibland noteras. Vissa drabbade (10–15%) rapporterar olika smärtor som ökar i intensitet med sjukdomens progression. De vanligast påverkade nerverna är peronala nerven vid fibulahuvudet (ben och fötter), ulnara nerven vid armbågen (arm) och medianerven vid handleden (handflata, tummar och fingrar), men vilken perifer nerv som helst kan påverkas. Bland tecken/symtom finns följande (olika symtom orsakas av olika nerver, såsom "fotledsfäll" orsakad av "peronala nerven"):
- Pes cavus (mindre vanligt) - Muskelsvaghet - Fotledsfäll - Domning i fingrarna - Armbågssvaghet

## Orsaker
Tillståndet orsakas av en mutation i en kopia av genen PMP22 (perifer myelinprotein 22, belägen på locus 17p11.2). Detta gör det autosomalt dominant. PMP22 är involverad i underhållet av myelinskedan som omger nerverna för att underlätta ledningsförmågan. Mutationen leder till haploinsufficiens, där aktiviteten hos den normala genen är otillräcklig för att kompensera för förlusten av funktion hos den andra genen.

### Genetik
Genen för perifer myelinprotein 22 kodar för ett 22 kD-protein som utgör 2 till 5% av myelinet i perifera nervsystemet. Överlappning med Charcot–Marie–Tooth-sjukdom typ 1A har påträffats i Gly94fsX222 (c.281_282insG), på grund av punktmutationer i PMP22 som förekommer i en minoritet av fallen av HNPP.

## Diagnos
Mätning av nervledningshastighet kan ge en indikation på sjukdomens närvaro. Andra metoder för att fastställa diagnosen HNPP inkluderar familjehistoria, genetisk testning (proband och multi-genpanel) samt fysisk undersökning (brist på ankelreflex).

## Behandling
Det finns för närvarande ingen behandling, men hantering av HNPP kan göras genom fysisk terapi, arbetsterapi, användning av ankel-/fotortoser, handledsskenor och undvikande av repetitiva rörelser.

## Epidemiologi
HNPP är en sällsynt sjukdom. Delvis på grund av dess sällsynthet och delvis eftersom många människor som har den bara upplever milda symtom är det svårt att fastställa hur stor andel av befolkningen som drabbas. En uppskattning varierar från en av 50 000 upp till cirka en av 33 333. En annan uppskattning är från en av 119 049 upp till en av 6 250. I en studie av nyfödda i Korea som alla genomgick genetisk testning för sjukdomen hade cirka en av 1 698 nyfödda den.

## Historia
Ärftliga sjukdomar i det perifera nervsystemet beskrevs först av Charcot, Marie och Tooth (1886). De Jong (1947) beskrev först HNPP i en holländsk familj. Dyck och Lambert (1968) visade nervledningsstudier, och Chance et al. (1993) upptäckte kromosomdeletionen hos de flesta individerna med HNPP.